# Bauernbrachkopf
Bauernbrachkopf är en bergstopp i Österrike.   Den ligger i distriktet Zell am See och förbundslandet Salzburg, i den centrala delen av landet, 300 kilometer väster om huvudstaden Wien. Toppen på Bauernbrachkopf är 2 737 meter över havet.
Terrängen runt Bauernbrachkopf är huvudsakligen mycket bergig. Närmaste större samhälle är Bruck an der Großglocknerstraße, 10,9 kilometer nordost om Bauernbrachkopf. 
I omgivningarna runt Bauernbrachkopf växer i huvudsak blandskog. Runt Bauernbrachkopf är det ganska glesbefolkat, med 34 invånare per kvadratkilometer.